# Manistique (Míchigan)
Manistique es una ciudad ubicada en el condado de Schoolcraft en el estado estadounidense de Míchigan. Es sede del condado de Schoolcraft. En el Censo de 2010 tenía una población de 3097 habitantes y una densidad poblacional de 340,87 personas por km².

## Geografía
Manistique se encuentra ubicada en las coordenadas 45°57′27″N 86°14′58″O / 45.95750, -86.24944. Según la Oficina del Censo de los Estados Unidos, Manistique tiene una superficie total de 9.09 km², de la cual 8.25 km² corresponden a tierra firme y (9.21%) 0.84 km² es agua.

## Demografía
Según el censo de 2010, había 3097 personas residiendo en Manistique. La densidad de población era de 340,87 hab./km². De los 3097 habitantes, Manistique estaba compuesto por el 85.99% blancos, el 0.19% eran afroamericanos, el 9.69% eran amerindios, el 0.16% eran asiáticos, el 0% eran isleños del Pacífico, el 0.06% eran de otras razas y el 3.91% pertenecían a dos o más razas. Del total de la población el 1.03% eran hispanos o latinos de cualquier raza.